# Universul inversat
„Universul inversat” (titlu original: „The Counter-Clock Incident”) este al 6-lea episod din al doilea sezon (și ultimul) al serialului TV american științifico-fantastic Star Trek: Seria animată și al 22-lea episod în total (și ultimul). A avut premiera la 12 octombrie 1974 pe canalul NBC.
Episodul a fost regizat de Bill Reed după un scenariu de John Culver.

## Prezentare
O navă spațială neobișnuită  pătrunde într-o supernovă, iar Enterprise încearcă să o salveze. Dat aceasta o trage pe Enterprise într-un univers negativ unde timpul pare să curgă invers. 